# Crikey steveirwini
Crikey
Genre
Espèce
Crikey steveirwini, unique représentant du genre Crikey, est une espèce rare d’escargots australiens, rayés à la coquille d'apparence kaki, découverte au sommet de hautes montagnes dans l'extrême Nord du Queensland.
Gastéropode terrestre de l'ordre des Pulmonés et de la famille des Camaenidae, il a été découvert dans les années 2000 par John Stanisic (d), scientifique du Queensland Museum (en), et n'a été trouvé qu'à trois endroits à des altitudes supérieures à 1 000 m. Il est décrit comme un escargot coloré, avec des bandes tourbillonnantes de jaune crème, de brun orangé et de chocolat donnant à la coquille une apparence générale kaki.

## Étymologie
Le nom scientifique rend hommage à Steve Irwin (1962-2006), animateur de télévision australien connu pour son rôle de chasseur de crocodiles dans son émission The Crocodile Hunter et décédé en 2006 en plein tournage d'un documentaire, piqué au cœur par une raie pastenague. La couleur kaki de l'escargot rayé rappelait à Stanisic la chemise et le short de marque portés par Irwin. « Crikey! » est également une exclamation typiquement australienne pour exprimer sa surprise, véritable gimmick de l'animateur.

## Publication originale
- (en) John Stanisic, « Crikey steveirwini gen. et sp. nov. from montane habitats in the Wet Tropics of northeastern Queensland, Australia (Gastropoda: Eupulmonata: Camaenidae) », Zootaxa, Magnolia Press (d), vol. 2206, no 1,‎ 24 août 2009, p. 62-68 (ISSN 1175-5334 et 1175-5326, OCLC 49030618, DOI 10.11646/ZOOTAXA.2206.1.4, lire en ligne).